# Sélénophosphate synthase
La sélénophosphate synthase est une phosphotransférase qui catalyse la réaction :
ATP + séléniure + H2O  {\displaystyle \rightleftharpoons }  AMP + sélénophosphate + phosphate.
Cette enzyme intervient dans la biosynthèse de la sélénocystéine à partir de la sérine en produisant le sélénophosphate utilisé pour convertir le L-séryl-ARNtSec en L-sélénocystéinyl-ARNtSec par la sélénocystéine synthase.